# Wanda Rewieńska
Wanda Rewieńska-Pawełkowa (ur. 22 listopada 1897 w Kupriańsku w guberni charkowskiej, zm. 21 listopada 1942 w Wilnie) – polska działaczka niepodległościowa, harcmistrzyni, geograf, żona instruktora harcerskiego Alojzego Pawełka.

## Biografia
Była córką Aleksandra Rewieńskiego (kolejarza) i Stefanii ze Stulczyńskich. Po nauce w szkole średniej w Wilnie maturę zdawała w 1916 w Piotrogrodzie. W latach 1917-1918 studiowała na Wydziale Fizyczno-Matematycznym Wyższych Kursów Żeńskich w Kijowie. Rozpoczęła w tym okresie działalność w konspiracyjnym polskim harcerstwie, pod Kijowem organizowała tajne kursy instruktorskie, była członkiem Naczelnictwa Harcerstwa Polskiego na Rusi i w Rosji (z siedzibą w Kijowie). Otrzymała stopień podharcmistrzyni.
W listopadzie 1918 przeniosła się do Warszawy; wkrótce wyszła za mąż za Alojzego Pawełka, którego poznała jeszcze w Kijowie. Na Uniwersytecie Warszawskim podjęła dalsze studia matematyczno-fizyczne, ale przerwała je z powodu choroby; później ukończyła geografię na Wydziale Matematyczno-Przyrodniczym Uniwersytetu Stefana Batorego w Wilnie (1929, praca magisterska Izochrony Wilna). W Warszawie kontynuowała działalność w harcerstwie. Kierowała Komisją Dostaw Harcerskich, współpracowała z pismem "Harcerz"; po przeniesieniu do Wilna działała w Wileńskim Związku Stowarzyszeń Młodzieży Polskiej. W 1928 otrzymała stopień harcmistrzyni. W latach 1937–1939 publikowała na łamach miesięcznika harcerskiego "Na Przełaj".
Po śmierci męża (1930) skoncentrowała się na pracy zawodowej. Była kolejno asystentką i adiunktem w Zakładzie Geografii Uniwersytetu Wileńskiego (kierowanym przez Mieczysława Limanowskiego). W 1934 obroniła doktorat (praca Bereza Kartuska. Wybrane materiały z antropogeografii miasteczka), w 1939 uzyskała habilitację (praca Miasta i miasteczka w północno-wschodniej Polsce. Położenie topograficzne, rozplanowanie, fizjognomia). Nie zdążyła podjąć wykładów na Uniwersytecie Wileńskim wobec wybuchu II wojny światowej.
Zaangażowała się w działalność konspiracyjną, m.in. użyczała mieszkania i organizowała fałszywe dokumenty dla polskich oficerów i osób narodowości żydowskiej. Aresztowana przez Niemców w kwietniu 1942 i osadzona w więzieniu Gestapo przy ul. Ofiarnej, a następnie w więzieniu na Łukiszkach w celi zbiorowej nr 31. 21 listopada 1942 wywieziona z Wilna i rozstrzelana w egzekucji masowej w Ponarach.
Jako naukowiec publikowała prace głównie pod nazwiskiem panieńskim. Ogłosiła szereg publikacji z geografii osadnictwa, geografii komunikacji, antropogeografii i geografii fizycznej, m.in. Powierzchnia i gęstość zaludnienia gmin miejskich w Polsce (1935), Położenie topograficzne osiedli miejskich w północno-wschodniej Polsce (1937), Rozmieszczenie miast i miasteczek w północno-wschodniej Polsce (1938), Wileński węzeł kolejowy w świetle cyfr. Ruch osobowy (1935), Ruch podmiejski na stacji kolejowej Wilno (1936). Brała udział w międzynarodowych kongresach geograficznych w Tuluzie (1932) i Warszawie (1937).

## Źródła
- Wacław Błażejewski, Wanda Rewieńska, w: Polski Słownik Biograficzny, tom XXXI, 1988
- Helena Pasierbska, Ponary – największe miejsce kaźni koło Wilna (1941-1944), Warszawa, 1993, ISBN 83-85548-23-8